# Jane Rosenthal

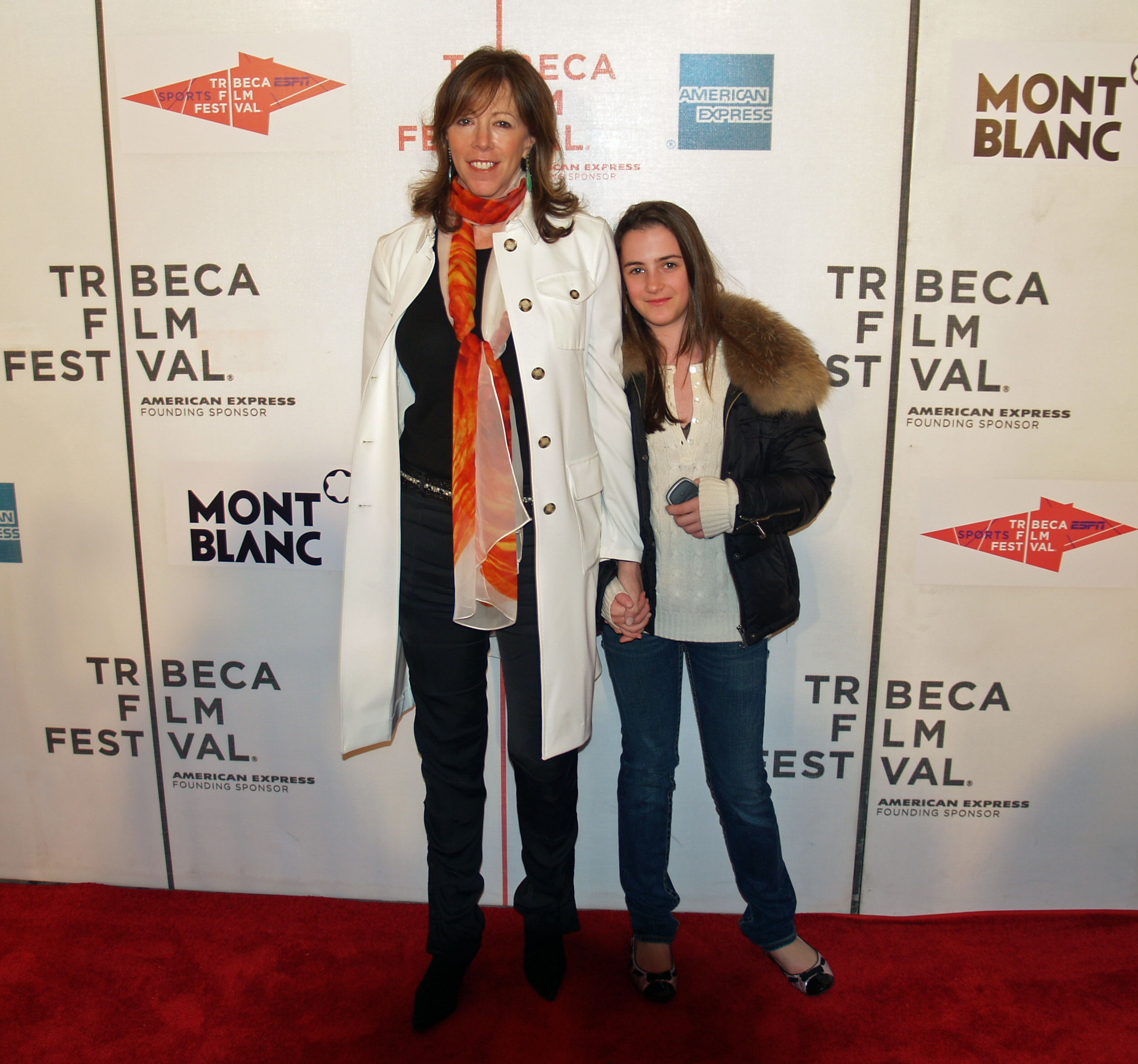
Jane Rosenthal samen met haar dochter

Jane Rosenthal (Providence, 1954) is een Amerikaanse filmproducent. Ze studeerde af aan zowel Brown University als New York University.
In de eerste jaren van haar filmcarrière hielp ze met het ontwikkelen en produceren van meer dan 70 televisiefilms voor de Amerikaanse televisiezender CBS in Los Angeles.
In 1989 richtte ze samen met Robert De Niro en anderen het filmbedrijf TriBeCa Productions op. Met dat bedrijf produceerden ze onder andere de films Rent, Meet the Fockers, Showtime en Meet the Parents. In 2002 organiseerden onder andere Rostenthal en De Niro het TriBeCa Film Festival, een filmfestival in Manhattan dat elk jaar enorm in populariteit toenam.
Rosenthal woont samen met haar man Craig Hatkoff in New York. Ze hebben twee kinderen, Juliana en Isabella.